# Krisiun
Krisiun – brazylijska grupa muzyczna wykonująca brutal death metal. Powstała 1990 roku w Ijuí, Rio Grande do Sul. Zespół początkowo przez krótki czas (do czasu odejścia z grupy Mauricio Nogueira) występował jako kwartet. Moyses, Max oraz Alex są braćmi, Alex używa panieńskiego nazwiska matki Camargo, pozostali natomiast nazwiska ojca Kolesne.

## Historia

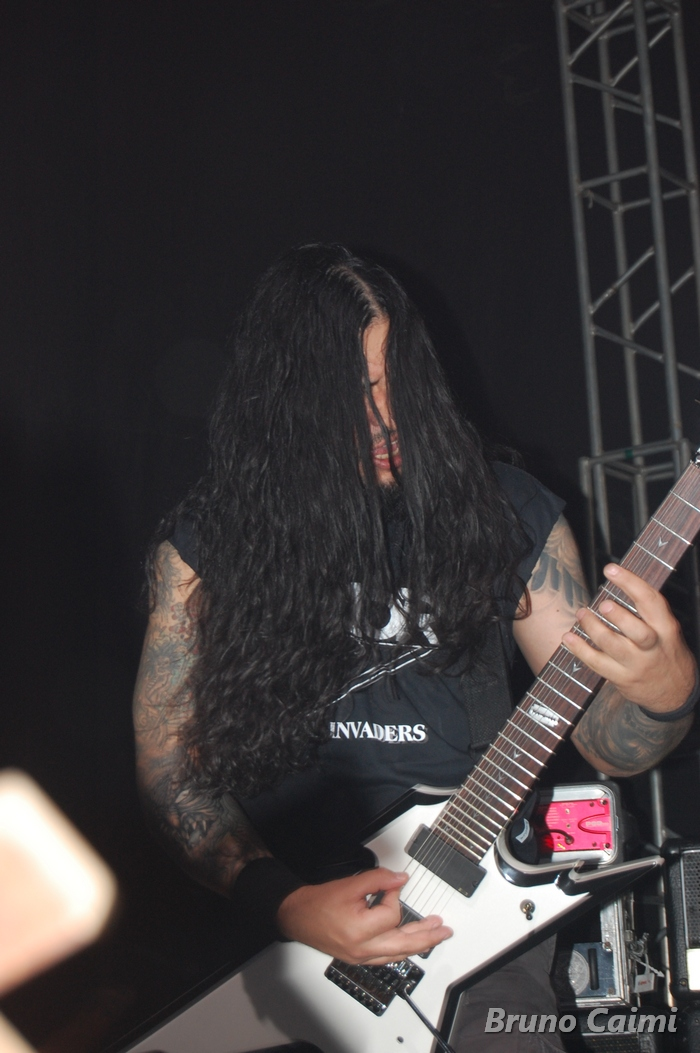
Moyses Kolesne, 2009

Zespół powstał w 1990 roku z inicjatywy braci: wokalisty i basisty Alexa Carmargo, gitarzysty Moysesa Kolesne oraz perkusisty Maxa Kolesne. Wkrótce potem do zespołu dołączył gitarzysta Altemir Souza z którym w składzie zostało zarejestrowane demo Evil Age, wydane rok później. W 1992 roku zostało wydane drugie demo pt. The Plague. Wkrótce potem Souza odszedł i zastąpił go Maurício Nogueira, który wystąpił na wydanym w 1993 minialbumie Unmerciful Order. 14 sierpnia 1995 roku nakładem Dynamo Records został wydany debiutancki album Black Force Domain. Dwa lata później zespół odbył trasę koncertową w Europie poprzedzając występy formacji Kreator. 
27 października 1998 roku nakładem G.U.N. Records został wydany drugi album pt. Apocalyptic Revelation. Pod koniec 1999 roku grupa wzięła udział w europejskim festiwalu objazdowym X-mas Festival. W trasie brały udział ponadto m.in. zespoły Morbid Angel i Amon Amarth. 7 marca 2000 roku nakładem Century Media Records wydano trzeci album pt. Conquerors of Armageddon. W ramach promocji do pochodzącej z płyty kompozycji "Hatred Inherit" został zrealizowany teledysk, który wyreżyserował Chuck Hipolitho. Tego samego roku zespół odbył trasę koncertową w Stanach Zjednoczonych wraz z Vader i Angelcorpse. 7 sierpnia 2001 roku ukazał się czwarty album Krisiun pt. Ageless Venomous. W 2001 roku zespół wziął udział w objazdowym festiwalu Thrash'em All w Polsce wraz z takimi zespołami jak Sceptic, Lux Occulta i Hate. Następnie pod koniec roku zespół ponownie koncertował w ramach X-mas Festival w Europie.
W 2002 roku zespół udał się do USA gdzie koncertował wraz z Dimmu Borgir i Cannibal Corpse. Jesienią formacja powróciła do Europy gdzie koncertowała wraz z zespołem Vader w ramach Revelations Tour. Na początku października 2003 roku zespół wystąpił wielokrotnie w Stanach Zjednoczonych wraz z Deicide, Hate Eternal i Cattle Decapitation. Natomiast 7 października ukazał się piąty album grupy pt. Works of Carnage. Nagrania zostały zmiksowane w studio Remillarda w Quebeku w Kanadzie. W ramach promocji został zrealizowany teledysk do utworu "Murderer". Na początku 2004 roku Krisiun poprzedzał występy Morbid Angel w Europie. Kolejną europejską trasę trio odbyło wraz z polskim zespołem Behemoth. 18 października, tego samego roku ukazał się czwarty minialbum grupy zatytułowany Bloodshed. 14 sierpnia 2005 roku zespół wystąpił w szczecińskim klubie Crossed Pistons. Wcześniej zespół koncertował w Stanach Zjednoczonych m.in. z Hate Eternal. 21 lutego 2006 roku zostało wydane pierwsze wydawnictwo DVD Krisiun zatytułowane Live Armageddon. Na płycie ukazały się koncerty nagrane podczas festiwali Metalmania i Wacken Open Air oraz występ w São Paulo. 
Z kolei 24 lutego ukazał się szósty album AssassiNation. Nagrania powstały we współpracy z producentem muzycznym Andym Classenem. Materiał był promowany wideoklipem do utworu "Vicious Wrath". 11 i 12 marca zespół wystąpił ponownie w Polsce, kolejno w warszawskim klubie Progresja i w poznańskim w klubie U Bazyla. Następnie muzycy odbyli trasę koncertową w Stanach Zjednoczonych wraz z Morbid Angel i Behemoth. Kolejne koncerty odbyły się w Europie w ramach Clash Of Demigods European Tour 2004 podczas której Krisiun poprzedzał grupę Behemoth. Na przełomie września i października 2007 roku Krisiun uczestniczył w trasie koncertowej Blitzkrieg 4 w Polsce. Grupa poprzedzała występy Vader. 21 lipca 2008 roku ukazał się siódmy album grupy pt. Southern Storm. Płyta została zarejestrowana Stage One Studio w Niemczech. W ramach promocji wydawnictwa zostały zrealizowane wideoklipy do utworów "Combustion Inferno" i "Sentenced Morning" w reżyserii, odpowiednio João Mauricio i Juana "Punchy'ego" Gonzalesa. Natomiast 7 grudnia Krisiun wystąpił w stołecznej Progresji w ramach trasy koncertowej Hammer Battalion Europe 2008.

## Dyskografia
Albumy studyjne

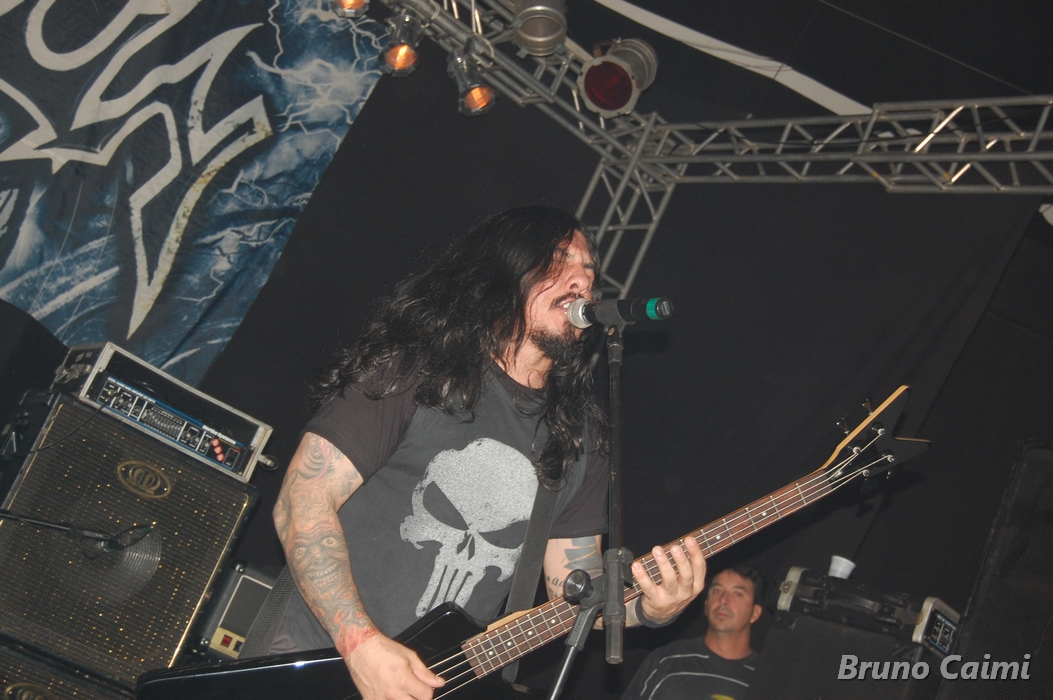
Alex Camargo, 2009

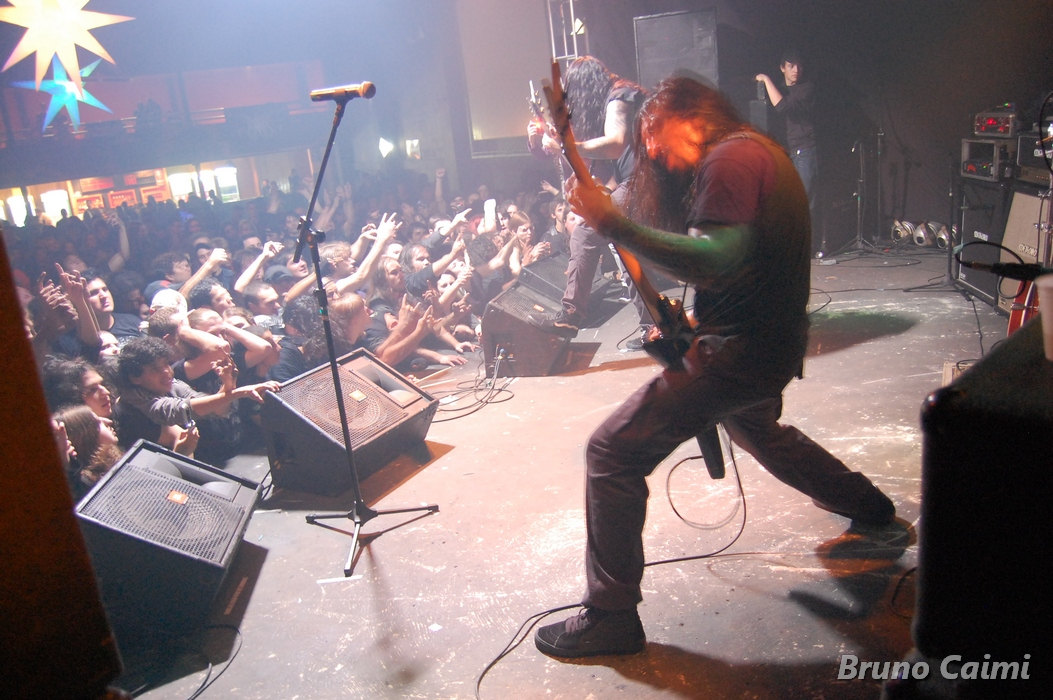
Krisiun podczas koncertu, 2009

- Black Force Domain (1995, Dynamo Records)
- Apocalyptic Revelation (1998, G.U.N. Records)
- Conquerors of Armageddon (2000, Century Media Records)
- Ageless Venomous (2001, Century Media Records)
- Works of Carnage (2003, Century Media Records)
- AssassiNation (2006, Century Media Records)
- Southern Storm (2008, Century Media Records)
- The Great Execution (2011, Century Media Records)[25]
- Forged in Fury (2015, Century Media Records)[26]

Splity
- Curse of the Evil One / In Between the Truth (split z Violent Hate, 1993, Rock Machine)
- Evil Age (split z Harmony Dies, 1993, Morbid Records, Rotthenness Records)

Minialbumy
- Unmerciful Order (1993, Dynamo Records)
- Bloodshed (2004, Century Media Records)

Inne
- Evil Age (1991, demo, wydanie własne)
- The Plague (1992, demo, wydanie własne)
- Tyrants From the Abyss - A Tribute to Morbid Angel (2002, Empire Records)
- Arise from Blackness (2012, Century Media Records, kompilacja)

## Wideografia
| Tytuł           | Dane dot. albumu                                         |
| --------------- | -------------------------------------------------------- |
| Live Armageddon | - Data: 21 lutego 2006 - Wydawca: Metal Mind Productions |

## Teledyski
| Tytuł                 | Rok  | Reżyseria              | Album                    | Źródło |
| --------------------- | ---- | ---------------------- | ------------------------ | ------ |
| "Hatred Inherit"      | 2000 | Chuck Hipolitho        | Conquerors of Armageddon | [ 27 ] |
| "Murderer"            | 2003 | —                      | Works of Carnage         | [ 10 ] |
| "Vicious Wrath"       | 2006 | —                      | AssassiNation            | [ 27 ] |
| "Combustion Inferno"  | 2008 | João Mauricio          | Southern Storm           | [ 28 ] |
| "Sentenced Morning"   | 2010 | Juan "Punchy" Gonzalez | Southern Storm           | [ 29 ] |
| "The Will To Potency" | 2012 | Tommy Jones            | The Great Execution      | [ 30 ] |
| "Blood of Lions"      | 2014 | João Mauricio          | The Great Execution      | [ 31 ] |

## Nagrody i wyróżnienia
| Rok  | Kategoria                  | Tytułem             | Nagroda                 | Nota      | Źródło |
| ---- | -------------------------- | ------------------- | ----------------------- | --------- | ------ |
| 2009 | The Best Death Metal Album | Southern Storm      | Metal Storm Awards 2008 | 2 miejsce | [ 32 ] |
| 2012 | The Best Death Metal Album | The Great Execution | Metal Storm Awards 2011 | 6 miejsce | [ 33 ] |